# وزن (فیلم)
«وزن» (انگلیسی: The Weight (film)) فیلمی در ژانر درام و فانتزی است که در سال ۲۰۱۲ منتشر شد. از بازیگران آن می‌توان به چو جائه هیون اشاره کرد.

## بازیگران
- چو جائه هیون - Mr. Jung / Han Hae-woon
- Park Ji-a (Zia) - Dong-bae
- Lee Jun-hyeok - man in motorcycle helmet
- Ra Mi-ran
- Ahn Ji-hye
- Oh Seong-tae
- Kim Sung-min (cameo)
- Yoon Dong-hwan (cameo)
- Darcy Paquet - minister (cameo)